# 크리치 공군기지

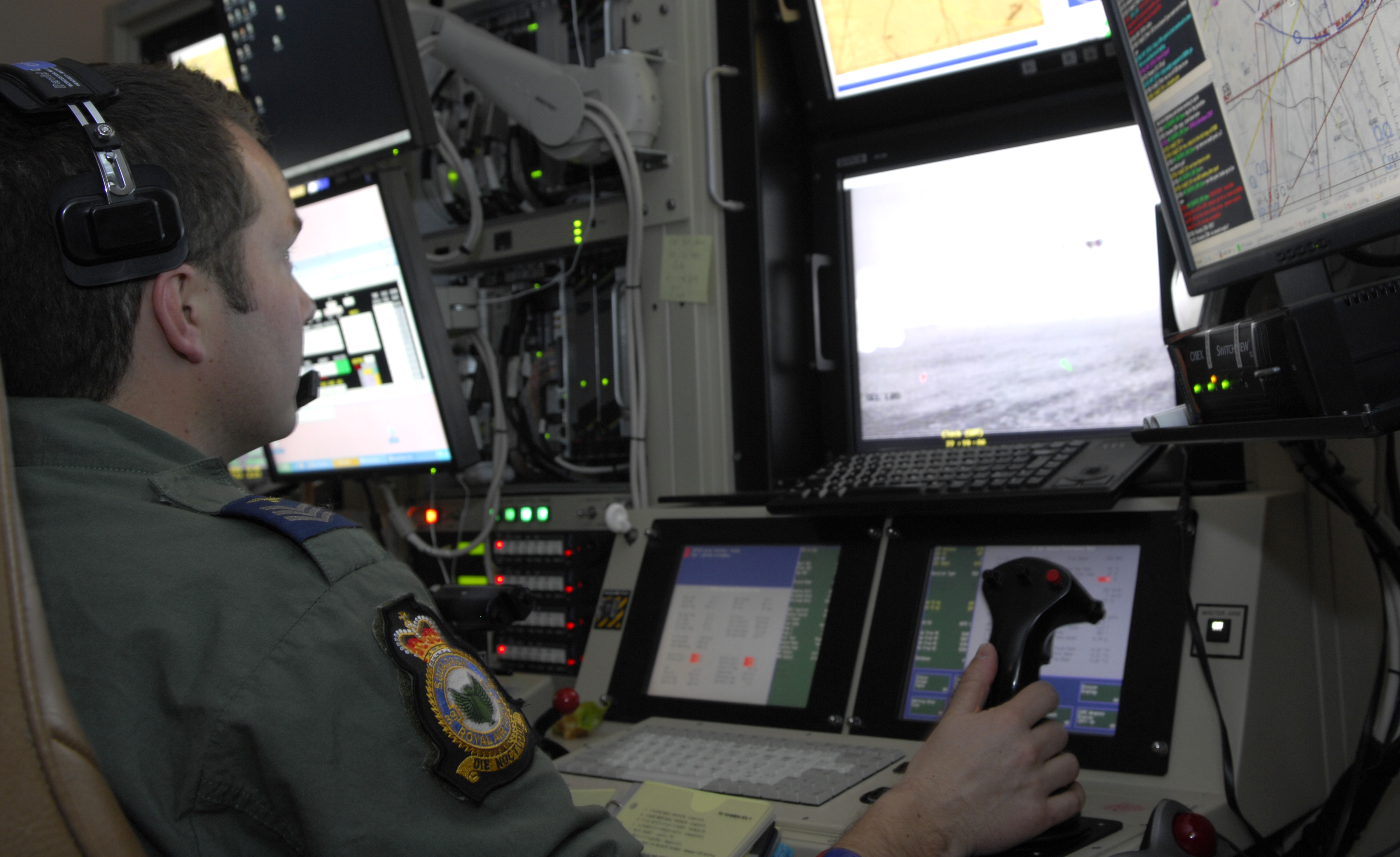
크리치 공군기지에서 MQ-9 리퍼를 원격 조종하고 있다. 왼쪽은 장교인 조종사, 오른쪽은 병사인 부조종사가 조종한다.

크리치 공군 기지(Creech Air Force Base)는 미국 네바다주 라스베가스 인근에 위치한 공군 기지이다. 전 세계 미군의 1톤 MQ-1 프레데터, 5톤 MQ-9 리퍼 무인공격기의 조종을 하는 곳이다. WGS 위성을 통해 원격조종한다.
제432 항공원정단은 6개의 무인공격기 비행편대와 3개의 정비대대로 구성되어 있다. 1톤 MQ-1 프레데터, 5톤 MQ-9 리퍼 무인공격기가 소속되어 있다. 이들 무인공격기에는 WGS 위성 호환 SATCOM 송수신기가 장착되어 있어서, 크리치 공군 기지에서 원격조종하여 전 세계에서 작전이 가능하다.

## 같이 보기
- 무인 항공기
- 무궁화 5A호